# Ungeduld des Herzens (Film)
Ungeduld des Herzens (Originaltitel: Beware of Pity) ist ein britisches Filmdrama von Regisseur Maurice Elvey aus dem Jahr 1946 mit Lilli Palmer, Albert Lieven, Cedric Hardwicke, Gladys Cooper und Linden Travers in den Hauptrollen. Der Film wurde von der Two Cities Films für die Rank Organisation nach dem gleichnamigen Roman von Stefan Zweig produziert.

## Handlung
Der Film beginnt in England mit einer Erzählrückblende in den Zweiten Weltkrieg. Als ein junger Mann zum betagten Marek Anton kommt, um in Herzensangelegenheiten einen romantischen Ratschlag einzuholen, erzählt Marek ihm eine Geschichte aus seiner eigenen Vergangenheit.
In den Tagen bis zum Ersten Weltkrieg ist Lieutenant Marek mit seinem österreichisch-ungarischen Kavallerie-Regiment in einer kleinen Stadt stationiert. Dort trifft er auf die Baronin Edith von Kekesfalva, eine junge Frau, deren Querschnittlähmung das Ergebnis eines Reitunfalls ist. Als der Baron Emil de Kekesfalva merkt, wie der junge Lieutenant seine depressive Tochter aufmuntert, bittet er ihn, seiner Tochter weiter Gesellschaft zu leisten.
Der Baron hat bereits viele renommierte Ärzte vergeblich konsultiert, doch keiner wollte Hoffnung auf eine aussichtsreiche Erholung seiner Tochter machen. In seiner Verzweiflung hat sich der Baron schließlich an den vielbeschäftigten aber engagierten Dr. Albert Condor gewandt, der ihm versprach die Hoffnung nicht aufzugeben. Condor bemerkt eine große Verbesserung in Ediths Haltung, als diese sich in Marek verliebt. Doch Marek ahnt nichts von Ediths Gefühlen für ihn.
Eines Tages erzählt Marek der Familie von einer vielversprechenden Behandlung in der Schweiz, trotz Condors Warnungen, das Glück nicht erzwingen zu können. Mit der trügerischen Hoffnung, später wieder ohne fremde Hilfe gehen zu können, verrät Edith ihre Liebe zu Marek. Von Schuldgefühlen geplagt, behauptet der junge Lieutenant, sie zu lieben und zu heiraten.
Als allerdings Gerüchte über die bevorstehende Verlobung die Runde machen, leugnet Marek gegenüber seinen Armeekameraden. Als er von seinem Kommandeur mit den Gerüchten konfrontiert wird, gesteht Marek die Wahrheit. Um den Skandal zu minimieren, ordnet sein Vorgesetzter die sofortige Versetzung zu einer anderen weit entfernten Einheit an.
Marek will zu Condor, um sich zu verabschieden, bevor er geht, aber der Arzt weilt auswärts. Stattdessen spricht Condors blinde Frau Klara mit ihm. Sie kann Marek dazu bringen, sich einzugestehen, dass er Edith doch liebt. Er versucht nun verzweifelt Edith telefonisch zu erreichen, doch alle Leitungen sind wegen der Ermordung des Erzherzogs Franz Ferdinand von Österreich überlastet. Marek muss widerstrebend den Zug für den Dienstantritt bei seiner neuen Einheit besteigen, so verspricht ihm Klara, dass sie die Dinge gegenüber Edith klären will.
Als Klara Edith besucht, findet sie diese allein auf der Dachterrasse des Herrenhauses vor, am Rande des Bergabhangs. Edith ist die öffentliche Leugnung Mareks gegenüber ihrer Verlobung bereits zu Ohren gekommen und die junge Frau – innerlich bis ins Mark erschüttert – hat den Glauben und die Hoffnung an sich und die Menschheit endgültig verloren. Klara ist hilf- und machtlos, als sich die querschnittgelähmte Edith in ihrer Verzweiflung aus dem Rollstuhl hinaus über den Rand der Dachterrasse in den Tod stürzt.

## Kritiken
„Eine […] gelähmte Baroneß geht in den Tod, als sie entdeckt, daß ein Leutnant der k.u.k.-Monarchie nur aus Mitleid in eine Verlobung mit ihr eingewilligt hat, sie aber vor seinen Kameraden verleugnet. Am Vorabend des Ersten Weltkrieges spielendes Melodram, das den psychologischen Roman von Stefan Zweig in einer allzu glatten Inszenierung wiedergibt. Darstellerisch beachtlich.“

## Produktionsnotizen
Die Filmbauten stammen von Alex Vetchinsky. Die musikalische Leitung hatte Charles Williams. Tonmeister war B.C. Sewell. Len Garde zeichnete als Maskenbildner verantwortlich. Die Kostüme lieferten Cecil Beaton und Matilda Etches. Produktionsleiter war Theo Lageard. Drehorte des Films lagen in Cheddar Gorge, Cheddar (Somerset) in England.
Ungeduld des Herzens war Lilli Palmers vorläufig letzter Film in England. Noch im selben Jahr (1946) reiste sie nach Hollywood ab.